# 曹一鵬
曹一鵬（1552年—？），字子運，號冲宇，直隸河間府任丘縣人，民籍，明朝政治人物、進士出身。

## 生平
萬曆四年（1576年）丙子科順天府鄉試第五十一名，萬曆五年（1577年）登丁丑科進士。改翰林院庶吉士。七年九月授監察御史，万历十一年三月，复除江西道监察御史，巡视京营，十二年巡按陕西，十三年二月出为镇江府知府。

## 家族
曾祖父曹瓚；祖父曹淮；父親曹棟，曾任省祭官。前母邊氏；母劉氏。具慶下。